# Pseudicius vulpes
Pseudicius vulpes là một loài nhện trong họ Salticidae.
Loài này thuộc chi Pseudicius. Pseudicius vulpes được Grube miêu tả năm 1861.